# Betty Friedan

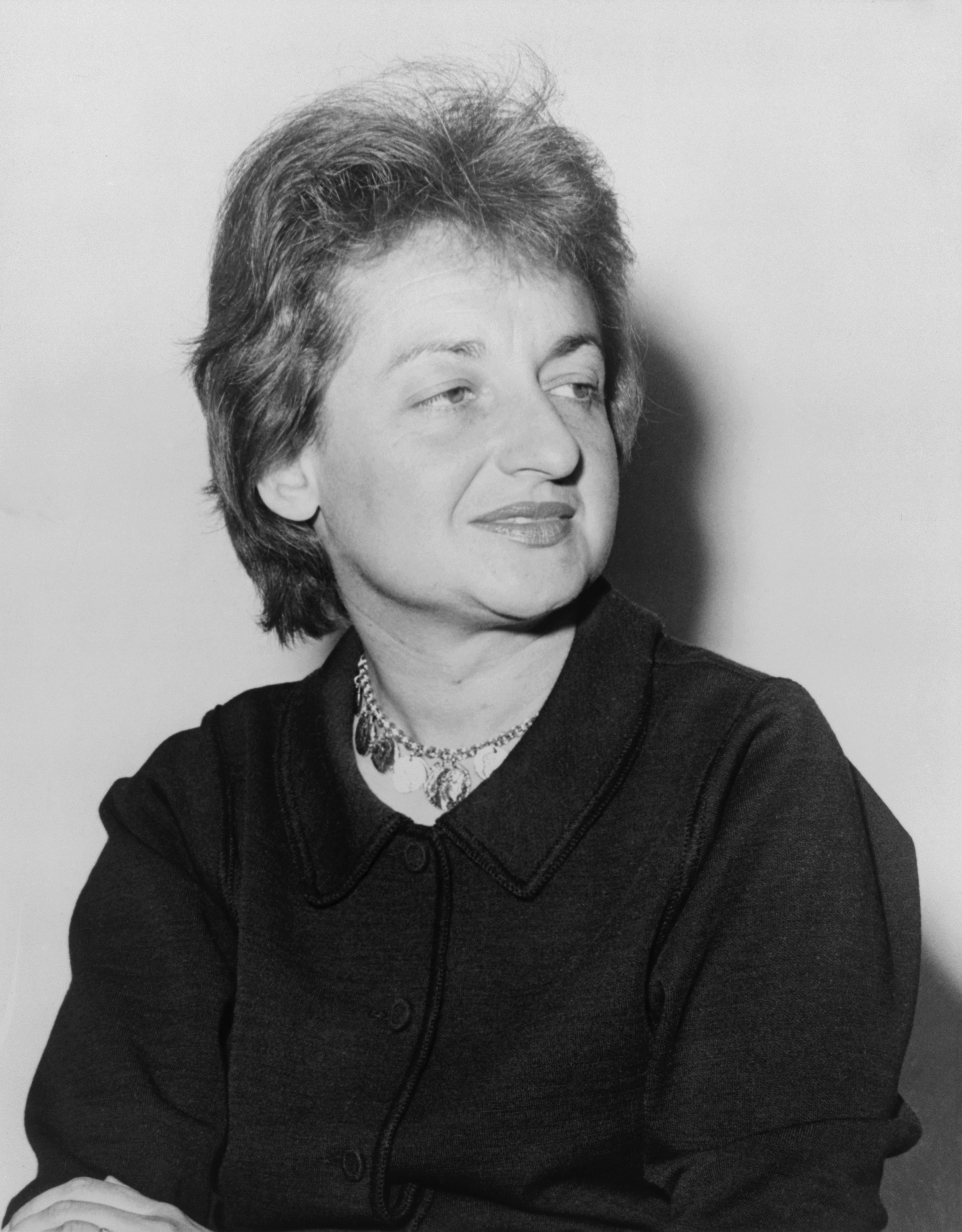
Betty Friedan

Betty Friedan, geboren als Bettye Naomi Goldstein (Peoria (Illinois), 4 februari 1921 – Washington, 4 februari 2006) was een Amerikaanse feministe, sociaal activiste en publiciste.

## Levensloop
Friedan was in haar puberteit een actief marxiste en radicalistisch Joods activiste. Al op de campus van de highschool Smith College waar ze studeerde, gaf ze een eigen krant uit. Ze studeerde psychologie aan de universiteit van Berkeley in Californië, maar rondde die opleiding niet af. Kort daarop werd ze journaliste voor linkse en vakbondsbladen. In 1947 trouwde ze met Carl Friedan, van wie ze in 1967 zou scheiden. Op haar 85e verjaardag stierf ze aan een hartstilstand.

## The Feminine Mystique
Toen ze in 1952 zwanger was van haar tweede kind, werd ze wegens haar zwangerschap ontslagen. In 1958 trof ze op een reünie haar vroegere jaargenoten van haar high school, van wie ze de levenservaringen optekende. Omdat haar opviel bij hoeveel vrouwelijke jaargenoten de carrière voortijdig afgebroken was, schreef ze daarover een artikel voor een krant, dat zelfs na talloze herschrijvingen voor publicatie geweigerd werd. Daarop besloot ze het materiaal als basis voor een boek te gebruiken.
In 1963 schreef zij dat boek, een baanbrekend feministisch werk, The Feminine Mystique. De eerste druk bedroeg 1,3 miljoen exemplaren en het werd het best verkochte boek van dat jaar. Het boek beschrijft de rol van de middenklasse-vrouw in de industriële samenleving: het huisvrouwenbestaan, en de afstomping die dat met zich meebrengt, het huisvrouwensyndroom. Deze bestseller wordt algemeen beschouwd als het begin van de Tweede feministische golf. In Nederland was het artikel Het onbehagen bij de vrouw door Joke Smit, dat in 1967 in De Gids verscheen, een rechtstreekse afgeleide van dit boek.

## Activisme
In 1966 richtte Friedan de National Organization for Women (NOW) op en in 1969, samen met Bernard Nathanson en Larry Lader, de pressiegroep NARAL, die ernaar streefde de strafbaarheid van abortus provocatus in de Verenigde Staten op te heffen.
Nadien bleef ze tot op hoge leeftijd actief als feministe, onder meer als (mede)oprichter en voorzitter van vele vrouwenorganisaties. In tegenstelling tot Nathanson bleef ze ook actief in de pro-abortusbeweging. 